# Halichoeres discolor
Halichoeres discolor Bussing, 1983 è un pesce di acqua salata appartenente alla famiglia Labridae.

## Descrizione
Presenta un corpo allungato e leggermente compresso ai lati, con la testa dal profilo appuntito. La lunghezza massima registrata è di 15 cm, anche se di solito non supera i 10; la colorazione varia tra esemplari giovanili e adulti.
I giovani sono bicolori, biancastri a chiazze irregolari nere, con macchie blu bordate di nero sulle pinne. Con la crescita, la testa assume una colorazione giallo-verdastra con due striature nere, mentre sul resto del corpo le macchie scure continuano ad essere irregolari.
Gli esemplari adulti sono completamente diversi: il corpo è scuro sul dorso e giallo ventralmente; sono inoltre presenti diverse macchie rosse sul dorso e striature bluastre sulla testa e sulla pinna caudale. Quest'ultima ha una colorazione scura con due macchie gialle e una fascia dello stesso colore sul margine, che è arrotondato. La pinna dorsale e la pinna anale sono basse e lunghe.

## Riproduzione
È oviparo e la fecondazione è esterna. Non ci sono cure nei confronti delle uova.

## Distribuzione e habitat
È endemico dell'Isola del Cocco. Vive fino a 30 m di profondità nelle aree molto ricche di coralli, di solito con fondali rocciosi.

## Conservazione
L'areale di questa specie è molto ristretto ma completamente all'interno di un'area marina protetta; la lista rossa IUCN classifica quindi questa specie come "vulnerabile" (VU) perché vive in acque poco profonde che risentono molto del cambiamento climatico e in particolare di fenomeni come El Niño.